# イギリス鉄道350形電車
イギリス鉄道350形電車（イギリスてつどう350がたでんしゃ、英語: Class 350）はシーメンスのデジロUKファミリーに属するイギリスの電車である。2004年から2014年にかけて4両編成87本が製造され、2021年現在すべての車両がウェスト・ミッドランズ・トレインズによって運行されている。

## 概要
350形の中で初めに製造された350/1形は、サウス・ウェスト・トレインズ向けの450形として発注されたものの一部を変更したものであった。2004年から2005年にかけて30本が製造され、セントラル・トレインズとシルバーリンクの下で2005年に営業運転を開始した。最高速度は当初100 mph (160 km/h)であったが、2012年12月からは110 mph (180 km/h)となっている。
両社の跡を継いだロンドン・ミッドランドは、2007年に350形37本を発注し、2008年から2009年にかけて営業運転に投入した。これらは350/2形と呼ばれ、主に短距離列車で運用されることから座席は350/1形のような2+2配列ではなく、2+3配列となっている。製造時の最高速度は100 mph (160 km/h)であったが、350/1形との共通運用への投入のため、2018年に110 mph (180 km/h)対応となった。
2013年から2014年にかけてはさらに20本の350形が製造された。内訳はロンドン・ミッドランド向けが10本、ファースト・トランスペナイン・エクスプレス向けが10本であり、前者が350/3形、後者が350/4形と付番された。
350形は450形に極めて類似している。最大の相違点は集電方式であり、450形が直流電車であるのに対し、350形は交流または交直流電車である。350形のうち、集電靴を装備しているのは350/1形のみであるが、それ以外の車両も改造は可能である。なお、2009年にはその能力を活かし、350/1形の一部がサザンに貸し出された。
350形のうち、350/2形には置換計画があるが、350/2形を所有するポーターブルークは2018年10月、非電化路線への転配のため蓄電池電車への改造を検討していることを明らかにしている。

## 運用

### セントラル・トレインズ／シルバーリンク

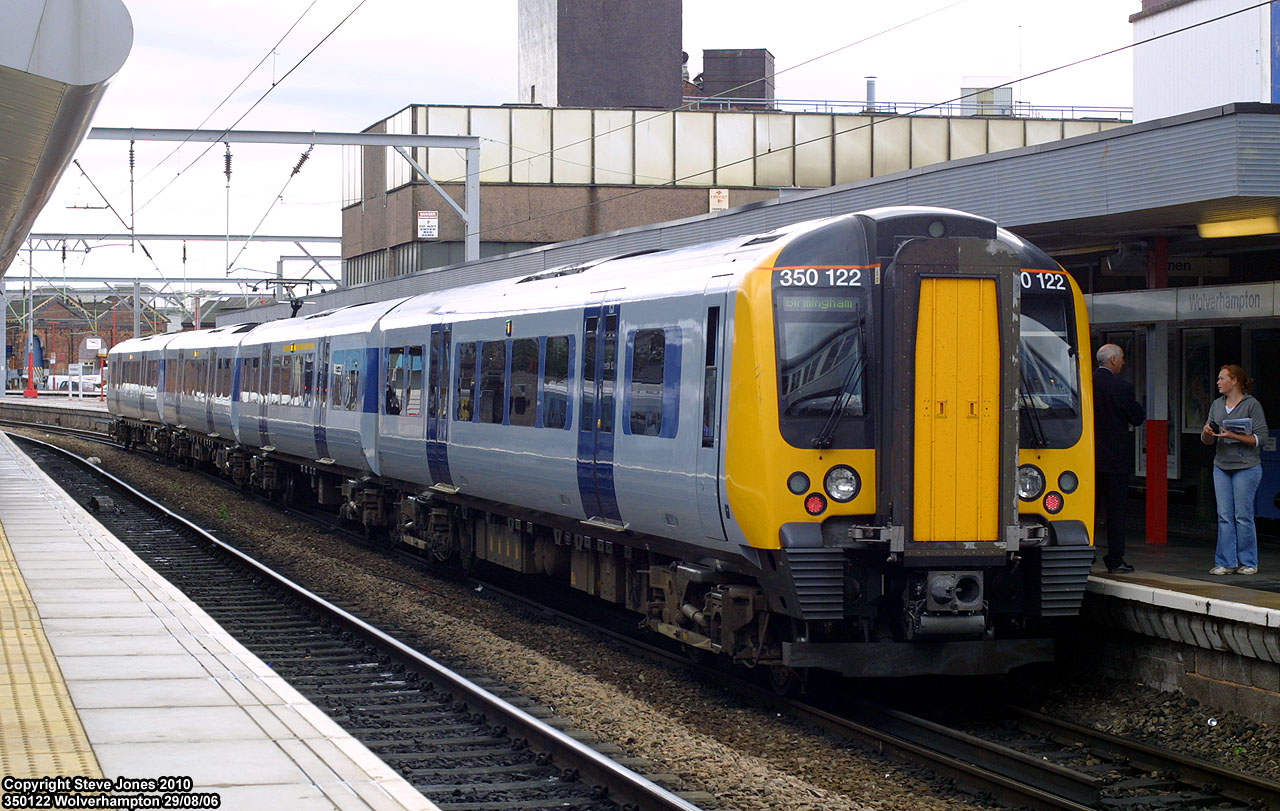
セントラル・トレインズ

2005年から2007年にかけてはセントラル・トレインズおよびシルバーリンクの2社（いずれもナショナル・エクスプレス傘下）が350/1形30本を共同で使用していた。
セントラル・トレインズでは2005年6月に350形の営業運転を開始した。投入先はバーミンガム - コヴェントリー - ノーサンプトン間とバーミンガム - リヴァプール間であり、170形を置き換えた。また、バーミンガム - ウォルソール間の列車についてもピーク時の一部がのちに350形による運行となった。
シルバーリンクでの350形の運用は2005年7月に開始された。運行区間はロンドン・ユーストン - ミルトン・キーンズ・セントラル間およびロンドン・ユーストン - ノーサンプトン間であった。

### ロンドン・ミッドランド

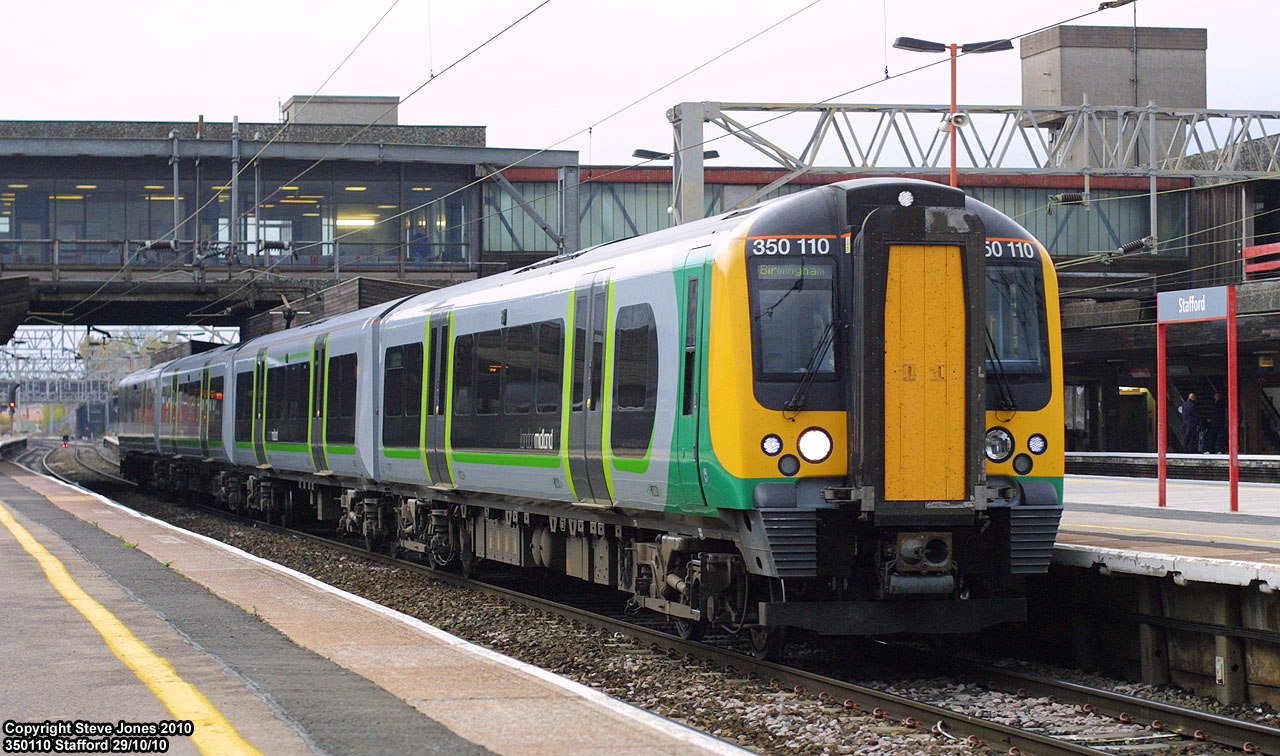
ロンドン・ミッドランド

セントラル・トレインズおよびシルバーリンクの運行権が2007年11月に満了すると、350/1形とその運行区間はロンドン・ミッドランドに引き継がれた。
ロンドン・ミッドランドは公約の一つとして新型車両の導入を掲げており、321形を置き換えるため350/2形37本を発注した。2008年12月には初めの10本が営業運転を開始し、最後の1本は2009年7月30日に引き渡された。
2012年には、輸送力増強のため350/3形10本が追加で発注され、2014年10月に営業運転を開始した。
ロンドン・ミッドランドの運行権は2017年12月に満了した。なお、この間、2008年から2009年にかけて350/1形の一部がサザンに貸し出された。

### サザン
2009年には、350/1形の一部がロンドン・ミッドランドからサザンに貸し出された。これは、ファースト・キャピタル・コネクト向けの377/5形の導入遅れに伴ってサザン所有の377/2形が貸し出された穴を埋めるためのものであり、イースト・クロイドン - ミルトン・キーンズ・セントラル間で運用された。

### ファースト・トランスペナイン・エクスプレス

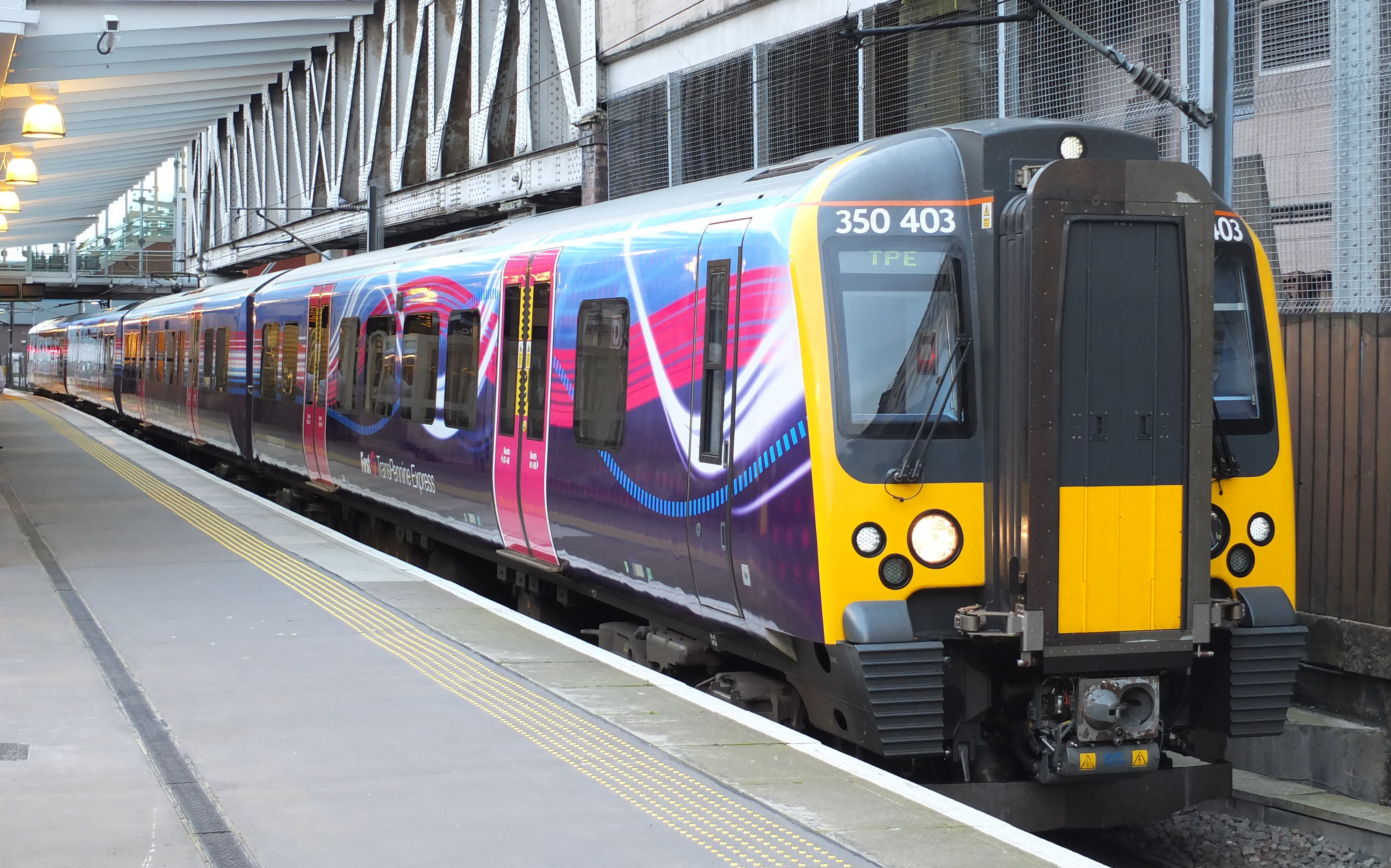
ファースト・トランスペナイン・エクスプレス

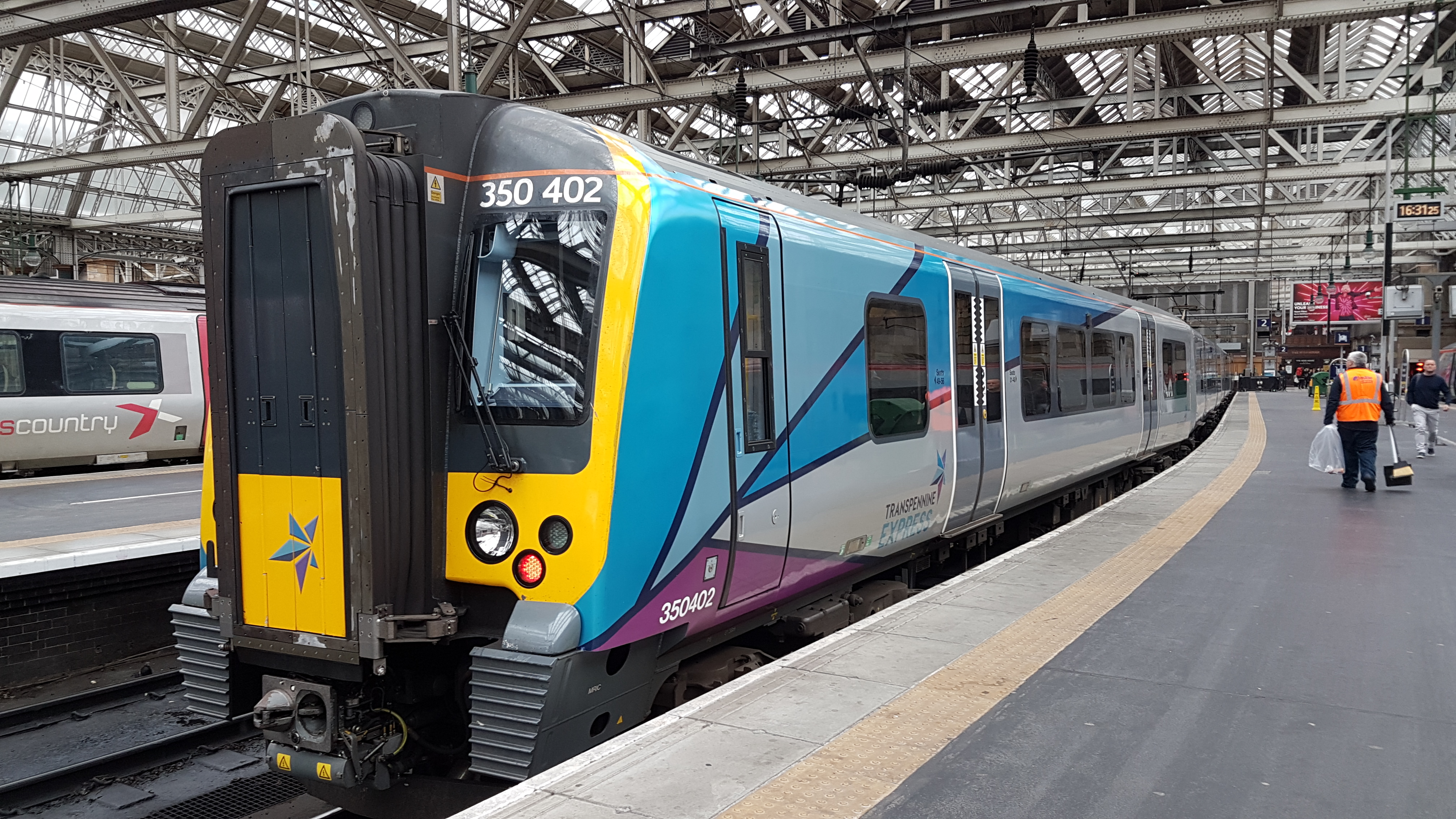
トランスペナイン・エクスプレス

2013年から2014年にかけて、ファースト・トランスペナイン・エクスプレスは350/4形10本を導入した。これはマンチェスター - ニュートン・ル・ウィロウズ間の電化に伴うもので、アードウィック車両基地に配置され、2013年12月30日に営業運転を開始した。投入先はマンチェスターとスコットランドをウェスト・コースト本線経由で結ぶ系統であり、従来使用されていた185形のほとんどは他の系統の増発に回された。同社の運行権は2016年に満了した。

### トランスペナイン・エクスプレス
ファースト・トランスペナイン・エクスプレスが営業を終了すると、トランスペナイン・エクスプレスがその後を継いだ。同社は350形を置き換えるため、397形を発注し、350形は2019年夏から2020年4月にかけてウェスト・ミッドランズ・トレインズに転出した。

### ウェスト・ミッドランズ・トレインズ
2017年12月、ウェスト・ミッドランズ・トレインズがロンドン・ミッドランドの跡を継いで営業を開始した。350形はロンドン・ミッドランド所属の車両すべてが同社に引き継がれており、加えて2019年から2020年にかけてトランスペナイン・エクスプレス所属車もすべてが転入した。
同社ではウェスト・コースト本線とその支線区の列車とそれ以外の列車を明確に分けており、総勢87本の350形は前者のロンドン・ノースウェスタン・レールウェイで運行されている。
350形のうち、350/2形については730形の導入による置き換え対象となっている。

## 編成表
350/1形、350/3形、350/4形はエンジェル・トレインズが、350/2形はポーターブルークが所有している。
全車両がウェスト・ミッドランズ・トレインズによって使用されており、キングス・ヒース車両基地に配置されている。
| 形式    | 運行事業者                         | 編成両数 | 製造本数 | 製造年          | 編成番号     | 備考     |
| ------- | ---------------------------------- | -------- | -------- | --------------- | ------------ | -------- |
| 350/1形 | ウェスト・ミッドランズ・トレインズ | 4両      | 30本     | 2004年 - 2005年 | 350101 - 130 | 交直両用 |
| 350/2形 | ウェスト・ミッドランズ・トレインズ | 4両      | 37本     | 2008年 - 2009年 | 350231 - 267 | 置換予定 |
| 350/3形 | ウェスト・ミッドランズ・トレインズ | 4両      | 10本     | 2014年          | 350368 - 377 |          |
| 350/4形 | ウェスト・ミッドランズ・トレインズ | 4両      | 10本     | 2013年 - 2014年 | 350401 - 410 |          |